# Jüdischer Friedhof (Tetz)
Der Jüdische Friedhof lag in Tetz, einem Stadtteil von Linnich im Kreis Düren (Nordrhein-Westfalen). Die Begräbnisstätte wurde von den Juden aus Tetz und Boslar genutzt. 
Über diesen früheren jüdischen Friedhof ist wenig bekannt. Er liegt mitten im Ort am Malefinkbach hinter dem Haus Lambertusstraße 56,  nahe dem schmalen Fußpfad, der von der Lambertusstraße über den Malefinkbach zum Dettelweg führt.
Einige Häuser weiter befand sich im Gebäude Lambertusstraße Nr. 62 ein jüdisches Bethaus.   
Die Begräbnisstätte wurde bis 1874 belegt. Dann musste sie wegen steigendem Grundwasser aufgegeben werden. Im Nachbarort Boslar wurde an einem Berghang ein neuer jüdischer Friedhof angelegt und bis 1940 genutzt. 
Auf dem Tetzer Friedhof sind keine Grabsteine (Mazewot) mehr vorhanden. Er wird seit vielen Jahren privat als Garten genutzt und ist für die Öffentlichkeit nicht zugänglich.